# Fleur de sel (Clavel)
Fleur de sel  est un ouvrage sous forme d'album alternant textes et photographies de l'écrivain Bernard Clavel, avec des photos de Paul Morin et paru aux éditions du Chêne en 1977.

## Introduction

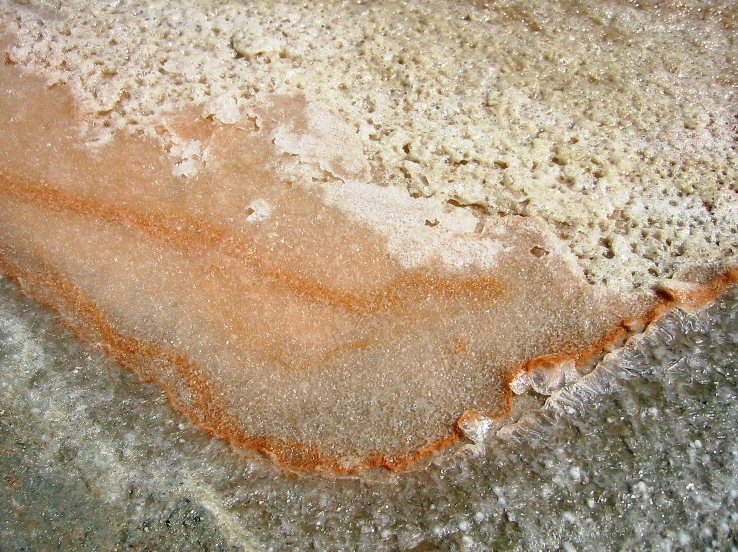
Fleur de sel

Bernard Clavel a souvent célébré ses Terres de mémoire, ce qu'il nomme sa « géographie sentimentale » dans ses romans mais aussi dans quelques albums où il évoque les lieux où il a vécu comme le Revermont jurassien, sa terre natale, le Bordelais, le Royaume du Nord au Québec mais aussi du côté de Guérande. Avec son album Fleur de sel, les marais salants de la presqu'île de Guérande, Bernard Clavel nous emmène dans le guérandais, une évocation de l’océan, « calme et luisant dans son immensité. » Un récit illustré des photos de Paul Morin où on le suit à la découverte de la « substantifique moelle » extraite du sel, cette fleur de sel qui est pour lui « ce précieux flocon des marais. »
Ce sont des hommes durs à la tâche, ces paludiers que célèbre Bernard Clavel : « Ils ont bâti des greniers écrasés sur le sol […]. Ils ont fait tout cela, de leurs mains, de leur courage, de leur cœur, de leur intelligence, de leur amour aussi. […] Ils ont osé cela. Ils l’ont réussi. Ils avaient pour outillage leurs mains en corolle, puis des pelles et des râteaux de bois. Rien d’autre, la boue l’alliance avec les herbes rases qui consolident à peine quelques digues sans mortier. Humblement, ils ont réussi […]. Monde horizontal, il n’admet que ces édifices de bois ou de granit à peine plus qu’un homme et font partie de la terre, trapus et secrets. Comme les gens du pays. »